# 應該，應該，應該
應該，應該，應該（西班牙語： Quizás, Quizás, Quizás）是古巴歌手奧斯瓦爾多·法瑞斯創作的一首膾炙人口的爵士樂。法瑞斯在1947年創作了這首歌的曲子和歌詞，並在當年大熱。

## 花樣年華
王家衛在他的第七部電影花樣年華中也加入了這首歌作為配樂。